# Abraham de Moivre
Abraham de Moivre   (Vitry-le-François, 26 de maig de 1667 - Londres, 27 de novembre de 1754) va ésser un matemàtic francès.

## A França
Fill d'un metge, De Moivre va néixer en el si d'una família protestant acomodada. Va assistir a l'escola catòlica dels germans cristians de Vitry.
Quan tenia 11 anys, els seus pares el van enviar a l'acadèmia protestant de Sedan, on hi va estudiar grec. Com a conseqüència de l'Edicte de Nantes, l'acadèmia protestant de Sedan fou suprimida el 1682 i De Moivre va passar a estudiar lògica a Saumur fins al 1684.
Els seus pares es van traslladar a París i ell va continuar els seus estudis al Col·legi d'Harcourt. En aquesta època, De Moivre llegeix els tractats de Huygens, rep cursos de Física i es prepara en Matemàtiques sota la direcció privada de Jacques Ozanam.
El 1685 es produeix la revocació de l'Edicte de Nantes i les persecucions dels hugonots cobren més força. De Moivre és empresonat per raons religioses fins al 27 d'abril de 1688 al priorat de Saint-Martin. Poc després, emigra cap a Anglaterra.

## L'exili
Va viure els primers anys a Londres molt modestament, donant classes a domicili o en els cafès. Arran d'una visita al comte de Devonshire, va descobrir els Principia de Newton. Des de llavors, no se'n va separar mai més (hom diu que en retallava pàgines per poder dur-les sempre al damunt).
El 1692, De Moivre va conèixer Halley, assistent de la Royal Society, i poc després Newton, amb els quals va desenvolupar lligams d'amistat. A partir d'aquí, De Moivre es va lliurar totalment a la teoria de les fluxions (el càlcul diferencial). El 1673, va conèixer Leibniz, que va intentar, sense èxit, d'obtenir per a ell un càrrec a Alemanya. El març de 1695, Halley va presentar el seu article, Method of fluxions a la Royal Society, en el qual elogiava els treballs de De Moivre.
El 1697, fou escollit membre de la Royal Society de Londres.
El 1710, De Moivre va ésser proposat per la Royal Society per dirimir en les baralles entre Newton i Leibniz sobre la prioritat en el descobriment del càlcul. Desesperat per a obtenir una càtedra a Cambridge, va demanar el suport de Leibniz davant de Johann Bernoulli. Va ésser en va, car Leibniz no podia fer res per ell, ni tampoc Newton o Halley, tenint presents els seus orígens francesos. Encara el 1739, amb 72 anys i a la mort de Nicholas Saunderson, va optar a la Càtedra Lucasiana de la Universitat de Cambridge, però el lloc va ser per John Colson.
La fi de la seva vida va passar entre publicacions. Solter, trobava el seu entreteniment a la pau de l'estudi, sobretot a la literatura. Solia dir que li hagués agradat més ésser Molière que no pas Newton. Es sabia Rabelais gairebé de memòria. El 27 de juny de 1754 fou escollit membre estranger de l'Acadèmia de Ciències de París. Va morir en l'anonimat el 27 de novembre d'aquell mateix any.

## Anècdotes
Igual que Cardano, De Moivre és conegut per haver predit el dia de la seva mort: va comptar que dormia quinze minuts de més cada nit. Sumant aquesta progressió aritmètica, va deduir que moriria quan les seves nits es fessin de vint-i-quatre hores. I així va ser.
Preguntat Newton una vegada sobre la teoria de les fluxions, aquest va contestar: “Aneu al senyor De Moivre. Ell coneix aquestes coses millor que jo”

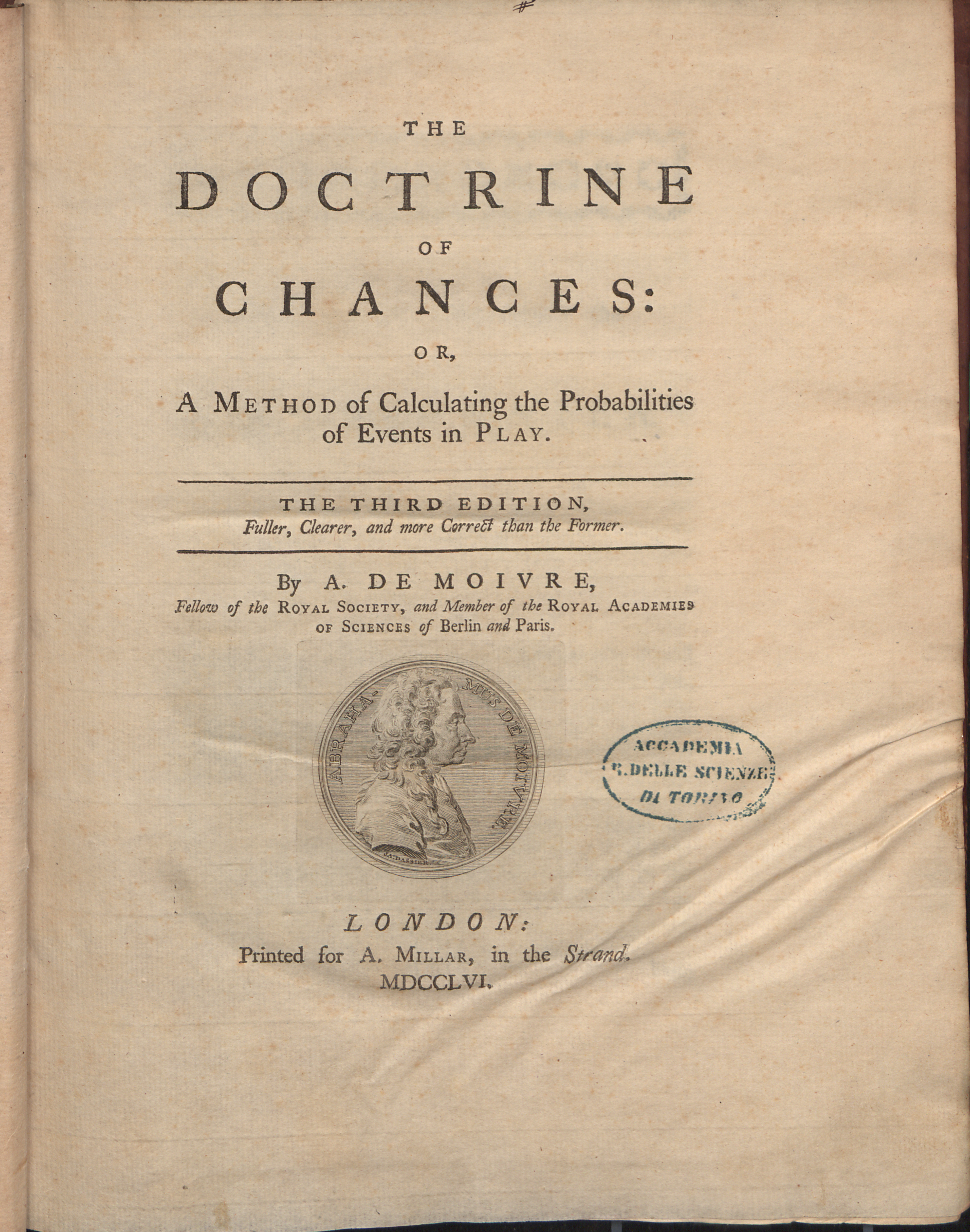
Doctrine of chances, 1761

## Obra
De Moivre va ésser un precursor en el desenvolupament de la geometria analítica i de la teoria de probabilitats.
En aquest segon camp, va publicar The Doctrine of Chances (Teoria de l'Atzar) el 1718. Hi hagué un cert rebombori perquè semblava que plagiava els treballs del francès Montmort: Essay d'analyse sur les jeux de hazard (Assaig d'anàlisi a l'entorn dels jocs d'atzar) (1708). Ell n'havia tingut coneixement a través de Huygens. Però la discussió va acabar ràpidament perquè De Moivre va establir una generalització per a aquest tema. Per altra banda, en aquesta obra hi apareix la primera definició d'independència estadística, així com nombrosos problemes, per exemple, en relació al joc de daus i molts d'altres jocs.
També va estudiar les estadístiques de mortalitat per aplicar-los al càlcul de les rendes vitalícies, continuant els estudis de Halley de 1693. Tots aquests estudis es van publicar en les edicions successives del tractat Annuities upon lives publicades entre 1725 i 1756.
A la Miscellanea Analytica (1730), dedicat al seu amic i deixeble, Martin Folkes, apareix en la forma definitiva la fórmula de Stirling, que James Stirling havia suggerit alguns mesos abans i que De Moivre fa servir el 1733 per descriure la llei normal com una aproximació de la binomial. En una segona edició de l'obra, el 1738, De Moivre cita a Stirling en la millora de la fórmula. Hom deu a la ploma de De Moivre la primera aparició de la principal llei de la probabilitat (la llei normal o corba de Gauss) així com la primera forma, embrionària, del teorema central del límit, un dels dos principals teoremes de la teoria de les probabilitats.
Hom recorda també a De Moivre per la seva fórmula, descoberta el 1707, que hom troba tant a la Trigonometria com a l'Anàlisi:
{\displaystyle (\cos x+i\sin x)^{n}=\cos nx+i\sin nx}